# Hliníková okna
Hliníková okna jsou skleněné výplně stavebních otvorů, jejichž rám je vyroben z hliníku, přesněji řečeno z jeho určitých slitin. Jsou určena pro použití do obytných i průmyslových budov, pro denní osvětlení a přirozené (přímé) větrání vnitřních prostor budov. Plní i funkce tepelně izolační, zvukově izolační, ochranné proti nepříznivým povětrnostním vlivům.  Hliník umožňuje vyrobit okna lehká, konstrukčně přesná, snadno otevíratelná a zavíratelná, přitom téměř nezničitelná a odolná. Díky pevnosti, tuhosti a nízké hustotě hliníku je možné vyrábět velké prosklené plochy bez rušivýcha světlu bránících vyztužení a příček. Nejpoužívanější je u luxusních administrativních budov, prosklených fasád a zimních zahrad.

## Historie hliníkových oken
První hliníková okna se objevila na trhu v 50. letech 20. století. Rychle si získala velkou popularitu, protože oproti stávajícím dřevěným oknům nabídla mnohem nižší cenu, vyšší pevnost a odolnost. Jak se od 60. let šířila obliba dvojitého prosklení, zvyšovala se i obliba hliníkových rámů oken. V polovině 80. let už 60% dvojitě prosklených oken bylo hliníkových. Po nástupu oken z PVC v 80. letech pomalu, ale jistě podíl hliníkových oken klesal, protože PVC nabídlo ještě nižší cenu a lepší tepelně izolační vlastnosti. Dodnes zůstala na trhu okna dřevěná, plastová i hliníková vedle sebe,protože každý materiál má své jedinečné vlastnosti, pro které je vyhledáván.

## Přednosti a nedostatky oproti jiným materiálům

### Přednosti hliníkových oken oproti jiným materiálům
1. Mimořádná pevnost - okna se nekroutí a nedeformují, a to ani po letech
2. Údržba - hliníková okna nevyžadují téměř žádnou údržbu, nemusí se natírat
3. Bezpečnost - díky přesné konstrukci, kdy okno dokonale zapadá do rámu, je velmi obtížně okno vylomit či vyvrátit při snaze vniknout do objektu. Hliníkové profily jsou velmi odolné proti deformaci.
4. Trvanlivost - pokud se u dřevěných a plastových oken počítá s životností cca 30 let, zde je životnost přibližně dvojnásobná

### Nevýhody hliníkových oken oproti jiným materiálům
1. Poměrně vysoká cena
2. Délková roztažnost při změnách teplot, která způsobuje dilatační pohyby v konstrukci.

## Funkčnost
Díky moderním technologiím dosáhla v 21. století hliníková okna takových tepelně izolačních a zvukově izolačních vlastností, jaká byla vyhrazena dosud jen PVC oknům s dvojitým prosklením. Oproti PVC ovšem nabízí hliník mnohem větší tuhost a konstrukční přesnost dosedajících prvků. Nevýhodou hliníku byla zvýšená tepelná vodivost, která měla za následek promrzání hliníkových rámů v zimním období, ale tento nedostatek se u moderních typů odstranil tzv. přerušením „tepelného mostu“, kdy se do hliníkového profilu vsadil pruh z nekovového materiálu, většinou z polyamidu vyztuženého sklolaminátovými vlákny.  Ten zabraňuje tepelné vodivosti a tím zlepšuje tepelně izolační vlastnosti hliníkového profilu.
Technologie umožňují vyrobit hliníková okna velkých rozměrů při malé konstrukční hloubce (65-75mm) a malé šířce rámu. Hliníková okna jsou velmi elegantní na pohled, navíc zajišťují odolnost proti vloupání. Je možné je otevírat a zavírat i dálkově, protože přesně dosedají a není potřeba velké síly.

## Komfort ovládání
Kování hliníkových oken je většinou skryto v konstrukčním rámu tak, že vůbec neruší. Pro manuální ovládání hliníkových oken je k dispozici široká škála klik a madel ze stejného materiálu v moderním designu. Okna je možné ovládat také dálkově, automatizovaně nebo centrálně dálkově přes počítačovou síť. Proto si architekti oblíbili hliníková okna zejména u velkých firemních budov, kde by ruční manipulace byla složitá.

## Design a použití v architektuře
Design je velkou předností hliníkových oken a proto jsou velmi oblíbená v moderní architektuře. Úzké rámy kolem velkých skel působí reprezentativním dojmem a tvoří nedílnou součást výrazu stavby. Hliníková okna se používají nejen při průmyslových, komerčních a bytových výstavbách, ale i u moderních rodinných domů a při rekonstrukcích památkově chráněných objektů.
Okna mohou mít libovolnou barvu i tvar. Díky velkoryse dimenzovaným formátům s úzkými profily garantují maximální přívod světla. Je možné je elegantně kombinovat s fotovoltaickými panely podobného designu, takže část fásady pak slouží jako okna zadržující energii, část potom jako elektrárna vytvářející energii.

## Bezpečnost
Hliníková okna jsou velmi odolná proti násilnému vniknutí do objektu, jelikož hliníkové profily jsou opravdu výjimečně silné a odolné proti deformaci.  
K oknům je možno přidat i další moderní bezpečnostní doplňky, jako jsou:
- Protipožární a protikouřová ochrana
- Neprůstřelnost do třídy odolnosti FB 6
- Odolnost vůči účinkům výbuchu EPR 1 a US-GSA
- Možnost individuální volby zabezpečení až WK3 v souladu s DIN V ENV 162